# Small Planet Airlines
Small Planet Airlines var ett litauiskt flygbolag baserat på Vilnius internationella flygplats. Flygbolaget flög mestadels till bland annat Grekland, Spanien och Tunisien men även charter på uppdrag av resebolag. Small Planet Airlines hade även dotterbolag med samma namn i Tyskland, Polen och Kambodja. 28 november 2018 drogs bolagets tillstånd in av de litauiska myndigheterna och alla flygningar inställdes. Dotterbolagen hade inställt sina flygningar tidigare samma månad.

## Historia
Bolaget grundades den 14 mars 2007 som ett dotterbolag till FlyLal under namnet FlyLAL Charters, och fick grönt ljus att inleda sin verksamhet i oktober 2008. I juli 2010 bytte bolaget namn till Small Planet Airlines. Den 4 januari 2019 försattes det lettiska bolaget i konkurs av tingsrätten i Vilnius.

## Flotta
I maj 2018 bestod Small Planet Airlines flotta av följande flygplan som hade en medelålder på 14 år:
| Flygplan        | Antal | Order | Passeagerare | Noteringar            |  |
| --------------- | ----- | ----- | ------------ | --------------------- |  |
| Airbus A320-200 | 21    | —     | 180          | Tre flyger för IndiGo |  |
| Airbus A321-200 | 8     | —     | 220          |                       |  |
| Totalt          | 29    | —     |              |                       |  |